# Lycée Jeanne-d'Arc (Clermont-Ferrand)
Pour les articles homonymes, voir Lycée Jeanne-d'Arc.
Le lycée Jeanne-d’Arc est un établissement d'enseignement secondaire public français. Il se situe à Clermont-Ferrand dans le Puy-de-Dôme. 
Il accueille en 2017 plus de 1 400 élèves.

## Historique

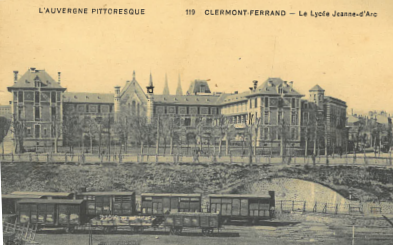
Façade principale du lycée début XXe siècle.

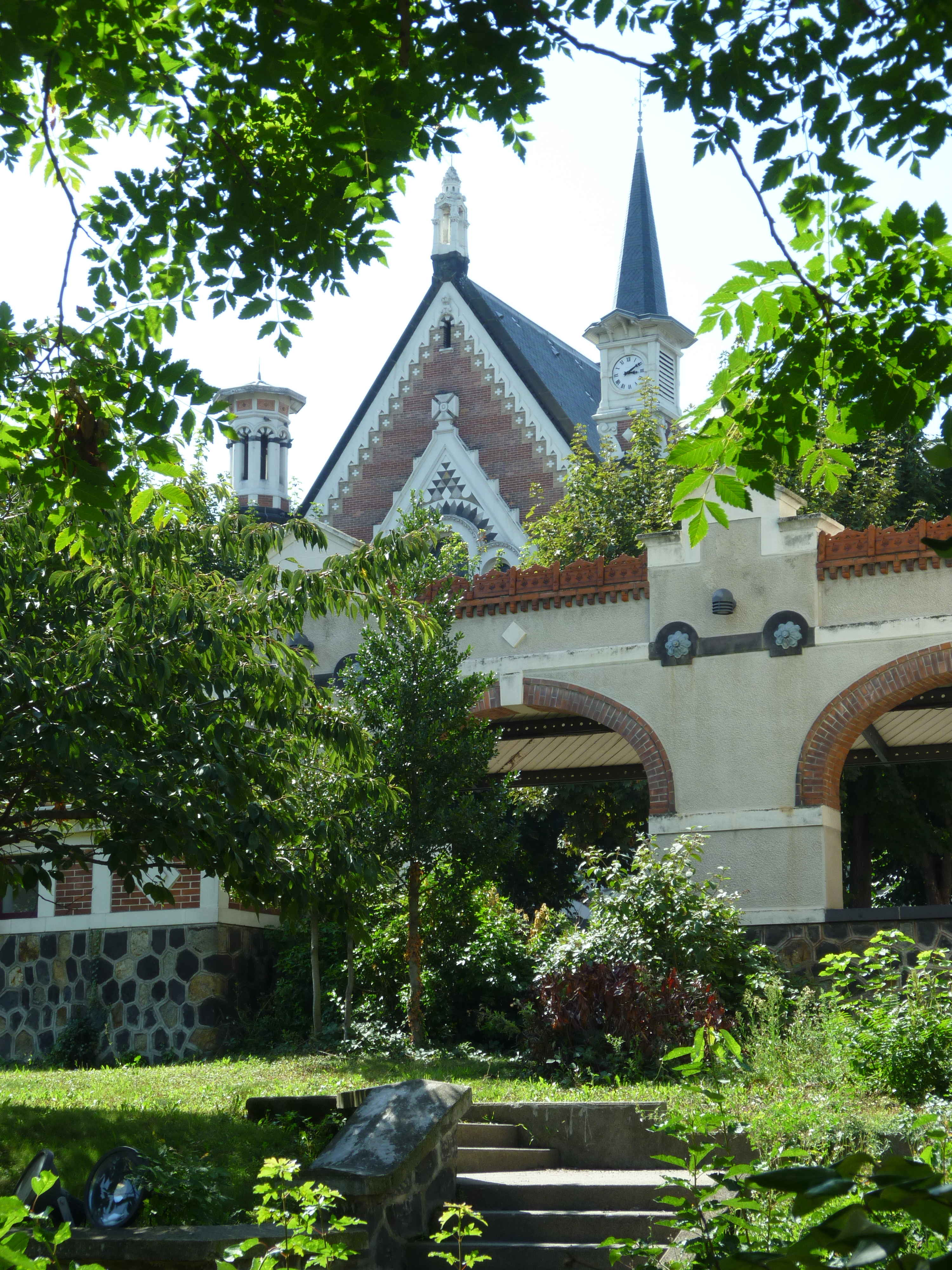
Vue d'une partie de la façade est.

Ce lycée est édifié de 1894 à 1899. Il est l'œuvre de Jean Teillard, architecte de la ville de Clermont-Ferrand, et a pris le nom, comme plusieurs autres lycées français, de Jeanne d'Arc (1412-1431). C'est à l'origine un lycée de jeunes filles. Il est réputé être « l'un des plus beaux exemples de construction scolaire de la Troisième République ».
Pendant une année scolaire, entre 1945 et 1946, le lycée Jeanne-d'Arc eut une annexe à Vichy — où il n'existait pas alors de lycée de jeunes filles —, hébergé dans le bâtiment de la Restauration, à côté du parc des Sources, avant que l'hôtel des Célestins ne soit transformé pour devenir le lycée des Célestins avec le statut de lycée d'État en octobre 1946.
L'ensemble du lycée Jeanne-d'Arc est inscrit au titre des monuments historiques en 2001.

## Classement du lycée
En 2017, le lycée se classe 11e sur 21 au niveau départemental quant à la qualité d'enseignement, et 1002e au niveau national. Le classement s'établit sur trois critères : le taux de réussite au bac, la proportion d'élèves de première qui obtient le baccalauréat en ayant fait les deux dernières années de leur scolarité dans l'établissement, et la valeur ajoutée (calculée à partir de l'origine sociale des élèves, de leur âge et de leurs résultats au diplôme national du brevet).
En juin 2017, le taux de réussite au baccalauréat est de 95 %, classant le lycée comme 5e meilleur établissement au niveau départemental.

## Enseignement
L'établissement propose de nombreuses options linguistiques avec notamment :
- une section internationale britannique ;
- une section internationale chinoise ;
- une section européenne allemand ;
- une section européenne anglais ;
- une section européenne espagnol ;
- une section abibac ;
- une section bachibac.

Les élèves ont le choix entre les langues suivantes : l'anglais, l'allemand, l'espagnol, l'italien, le russe et le chinois.

## Description
Les bâtiments du lycée sont disposés en U autour d'une cour. Ils sont construits avec des matériaux modernes à l'époque, de formes et de couleurs variées dans un souci d'esthétisme. Devant la cour, le portique d'entrée surplombait des terrasses de jardins.
L'intérieur comporte notamment un escalier d'honneur, une chapelle, un vestibule, une bibliothèque.

## Anciens élèves
- Germaine Tillion (1907-2008), résistante française[7]
- Thérèse Planiol (1914-2014), médecin et biophysicienne, première femme agrégée de médecine en France, pionnière de la médecine nucléaire
- Danielle Jouanna (1937-), helléniste et historienne[8]
- Anne-Marie Escoffier (1942-), ancienne ministre[9]
- Laure Adler (1950-), journaliste[10],[11]
- Maryse Sallois (1950-), joueuse internationale de basket-ball
- Emmanuelle Pireyre (1969-), écrivaine[12]
- Ingrid Astier (1976-), écrivain
- Edwin Crossley-Mercer, chanteur baryton[13]
- Frédéric Says (1987-), journaliste[14]
- Félix Bouvet (1991-), kayakiste[15]